# توماس ميدلتون رايزر
توماس ميدلتون رايزر (9 مارس 1895 - 8 أيلول 1974)  عالم أدب أمريكي . 

## حياته
وُلِد رايزر في بلدة شابل هيل، ولاية تكساس،  الأبن للأب بول مونتغوميري رايزر وزوجته ماري ماثيوز.  درس في جامعة شيكاغو عام 1914، و حصل على شهادة البكالوريوس من جامعة هارفارد عام 1917، لينال درجة الماجستير عام 1920، و درجة الدكتوراه عام 1922. و على مقاعد الدراسة في جامعة هارفارد، تصادق رايزر مع بيرنارد ديفوتو.
و في عام 1918 التحق رايزر بالجيش. ودرس رايزر شعر صامويل تايلر كوليريدج لمدة عام في أوروبا، و بعد ذلك عاد ليشغل منصباً في جامعة مينيسوتا. ثم في كلية ولاية واشنطن الحكومية من عام 1924، ويعد رايزر إحدى الشخصيات الحاصلة على زمالة غوغنهايم، التي مُنحت له في عام 1926. 
و منذ عام 1930 ترأس رايزر قسم اللغة الإنجليزية في جامعة نبراسكا. و قد قادته أفكاره للإهتمام بالأبحاث النصية التي تُعنى بكبار الكتّاب، وقد اختلف مع لويس بوند التي كانت من الجامعة ذاتها حول دراسة عن هيلين هانت جاكسون، وكان قد أعدها روث أوديل .  و نظرًا لأنه من أنصار كل ما هو إنجليزي هاجم في عام 1941 سياسة الانعزال التي نادت بها اللجنة الأمريكية الأولى،  كما قدم التماساً مع آخرين إلى الحكومة الفيدرالية مطالباً بتقديم المساعدة إلى المملكة المتحدة.

## إرثه
تُحفظ أوراق رايسور في جامعة كاليفورنيا في سانتا باربرا.

## أعماله
- المذهب النقدي لكوليريدج في أعمال شكسبير  (1930) المحرر
- المذهب النقدي المتعدد لكوليريدج (1936) المحرر
- الشعراء الرومانسيون الإنجليز: مراجعة بحثية (1950)
- مقالات نقدية مختارة للشاعرين لووردزورث وكوليريدج .

## عائلته
تزوج رايزر من إلين ديفيروكس كوبمان، في كوهاسيت، ماساتشوستس في 5 يوليو 1923 ؛ كان لديهم ابنتان.  و في وقت لاحق انتقلا إلى جوليتا، كاليفورنيا.